# 전국연합학력평가
전국연합학력평가(全國聯合學力評價)는 대학수학능력시험과 같은 형태로 치르는 시험이다. 사설 모의고사의 의존도를 낮추기 위해 2002년에 처음 도입되었으며, 대한민국의 고등학교 재학생이 응시 가능한 시험이다. 각 광역자치단체의 교육청에서 해당 지역에서의 시험 실시 여부를 결정한다. 그리고 보통은 대학수학능력시험(수능) 대비를 위하여 대부분의 교육청에서 참여하기 때문에 대학수학능력시험(수능)과 응시 인원에서 별 차이가 없다.  출제는 서울특별시교육청(1, 2학년 : 3월, 3학년 : 3월, 10월), 부산광역시교육청(1, 2학년만, 6월), 경기도교육청(1, 2학년 : 11월, 3학년 : 4월), 인천광역시교육청(1, 2학년 : 9월, 3학년 : 7월)에서 담당하고 있으며, 채점 및 성적표 인쇄는 한국교육과정평가원에서 담당하고 있다.

## 시행기관
- 3월 : 서울특별시교육청[3학년/1, 2학년은 2006~2009년, 2014년~현재 (2020년은 4월 24일로 연기 후 전학년 원격시험, 성적 X)] , 부산광역시교육청(1, 2학년, 2010년~2013년)
- 4월 : 경기도교육청[3학년, 2003년~현재 (2020년은 5월 21일로 연기 후 등교시험, 일부 지역 원격시험(성적 X)]
- 6월 : 부산광역시교육청(1, 2학년, 2014년 이후), 서울특별시교육청(1, 2학년, 2002~2004년, 2010~2013년, 3학년은 2002년에만 실시), 인천광역시교육청(1, 2학년, 2005~2009년)
- 7월 : 인천광역시교육청(3학년, 2007년 이후), 서울특별시교육청(2005년)[1]
- 9월 : 인천광역시교육청(1, 2학년, 2010년 이후), 서울특별시교육청(1, 2학년, 2004~2008년), 부산광역시교육청(1, 2학년, 2009년)
- 10월 : 서울특별시교육청(3학년)
- 11월 : 경기도교육청(1, 2학년, 2003년은 제외)
- 12월 : 서울특별시교육청 (2003년, 1학년)[2]

## 명칭
보통 모의고사라고 부르며, 사설 학원에서 출제하는 수능 모의 시험도 ‘모의고사’나 ‘모의수능’이라고 부르기 때문에 전국연합학력평가는 전국연합, 학력평가 또는 학평으로 불리기도 한다. ‘모의평가’라는 말은 대학수학능력시험 모의평가에 한정해 쓰이는 경우가 많다. 대학수학능력시험 모의평가를 줄여서 '모평'이라고 한다.

## 형식
시험의 기본 형식은 대학수학능력시험과 동일하다. 수학 영역, 탐구 영역과 제2외국어 영역은 시험 실시 시기별로 출제 범위가 제한된다. 국어 영역과 영어 영역의 경우는 대학수학능력시험과 마찬가지로 직접 교과서 내용이 출제 범위에 들어가는 것은 아니나, 그 학년과 시기의 수준에 맞춘 난이도로 시험 문제를 출제한다. 또한 지난 수능과 유사한 난이도의 문제를 출제하는 것이 원칙이다. 그래서 고등학교 선생님들은 모의고사 시험지를 내신 시험범위에 넣기도 한다.

## 특징
2015년 기준으로, 1년에 4번 실시한다. 고등학교 1,2,3학년은 3월, 6월, 9월에 공통으로 실시하고, 3학년은 이 외에도 4월, 7월, 10월에 실시한다. 1,2학년은 11월 모의고사를 대학수학능력시험 일자보다 보통 5~7일 늦게 실시한다. 3학년 6월, 9월 대학수학능력시험 모의평가는 한국교육과정평가원에서 실시한다. 사설 모의고사에 비해 표본 집단이 수능과 유사해 표준점수, 백분위, 등급 등의 상대 지표도 참고할 가치가 높다. 출제진도 수능과 유사하기 때문에 문제의 질이 사설 모의고사보다 좋은 편이다.

## 같이 보기
- 일제고사
- 대학수학능력시험
- 대한민국의 고등학교 교과목
- 대한민국의 대학 입시 제도
- 학교생활기록부

## 참고 자료
- 전국연합학력평가 온라인 시스템[깨진 링크(과거 내용 찾기)]
- 서울특별시교육청 학력평가 자료실 보관됨 2014-06-05 - 웨이백 머신